# Peter Merker

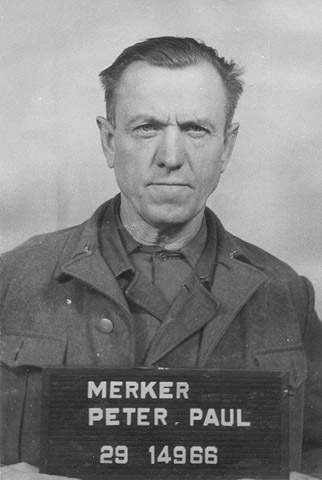
Kommandoführer im Gustloff-Werk II, im April 1947

Peter Paul Merker (* 22. September 1890; † unbekannt) war ein deutscher SS-Oberscharführer und als Leiter des Buchenwalder Nebenlagers Gustloff-Werke eingesetzt.
Merker, Mitglied der SS, war vom September 1939 bis zum 27. Februar 1945 im KZ Buchenwald eingesetzt. Zunächst war Merker in Buchenwald als Angehöriger der Wachmannschaft, dann als Blockführer tätig und fungierte von Oktober 1943 bis Februar 1945 als Leiter des Buchenwalder Nebenlagers Gustloff-Werke, dem ersten Außenkommando bei einem Rüstungsbetrieb in Weimar. Zum 1. Februar 1943 war er zum Oberscharführer befördert worden.
Nach seiner Verhaftung wurde Merker im Rahmen der Dachauer Prozesse im Buchenwald-Hauptprozess mit 30 weiteren Beschuldigten angeklagt. Am 14. August 1947 wurde Merker wegen der Misshandlung von Häftlingen beziehungsweise aufgrund angeordneter Misshandlungen wegen „Mithilfe und Teilnahme an den Operationen des Buchenwald-Konzentrationslagers“ zum Tod durch den Strang verurteilt. Das Urteil wurde später in eine zwanzigjährige Haftstrafe umgewandelt. Merker wurde wahrscheinlich Mitte bis Ende der 1950er Jahre aus dem Kriegsverbrechergefängnis Landsberg entlassen. Über seinen weiteren Lebensweg ist nichts bekannt.